# 억셉티드
《억셉티드》(영어: Accepted) 혹은 《합격!》은 2006년 공개된 미국의 코미디 영화이다.

## 출연
- 저스틴 롱
- 조나 힐
- 애덤 허슈먼
- 콜럼버스 쇼트
- 마리아 세이어
- 루이스 블랙
- 블레이크 라이블리
- 마크 더윈
- 앤 큐색
- 해나 마크스
- 로빈 로드 테일러
- 디오라 베어드
- 조 허슬리
- 제러미 하워드
- 앤서니 힐드
- 트래비스 밴윙클
- 케이틀린 더블데이
- 로스 패터슨
- 켈런 러츠
- 레이 샌티아고
- 그레그 세스테로
- 네드 슈밋키
- 짐 오헤어

## 기타 제작진
- 배역: 조지프 미들턴
- 미술: 러스티 스미스
- 의상: 제너비브 티럴